# Pintura sobre taula

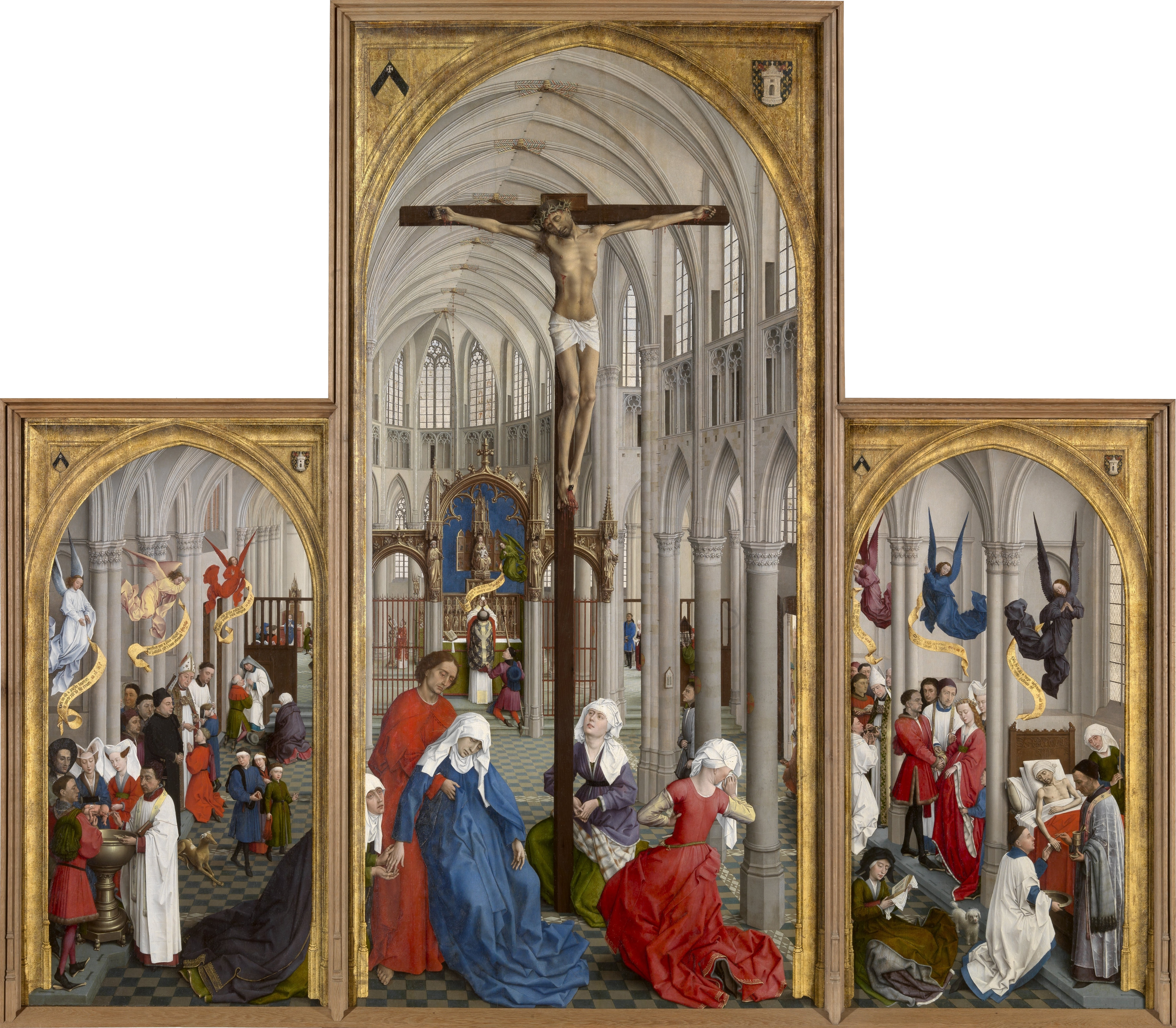
Tríptic dels set sagraments, Rogier van der Weyden

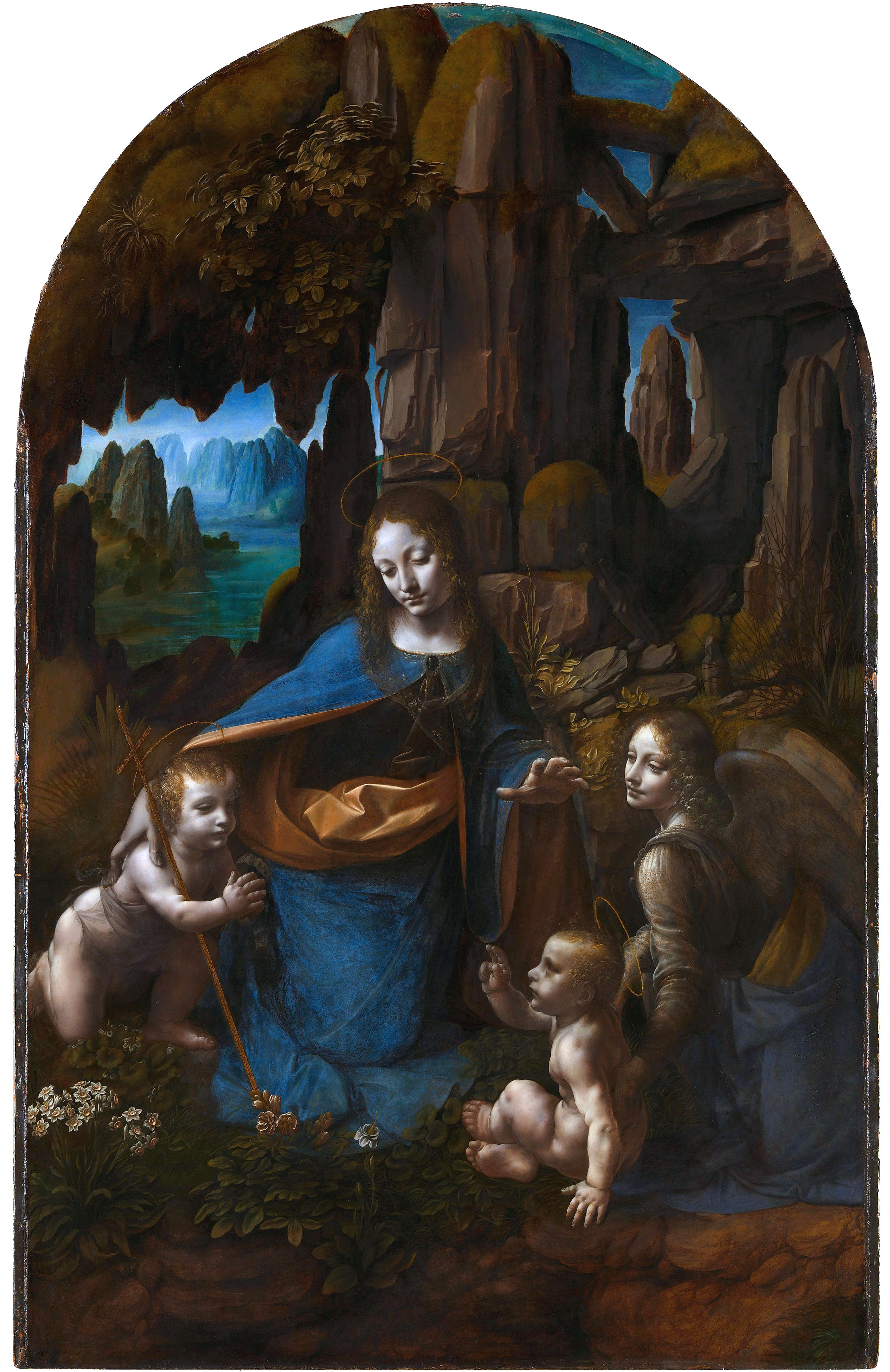
La Verge de les Roques (National Gallery) de Leonardo da Vinci

La pintura sobre taula és una tècnica de pintura en què una fusta és el suport pictòric rígid en lloc de tela o llenç. Pel que fa al tipus de material utilitzat per pintar sobre taula, acostuma a ser oli o tremp, principalment. Va ser una tècnica de forta implantació del segle xii al xvi, i va ser substituït posteriorment per l'oli sobre tela de forma generalitzada.

## Història
Es coneix l'existència d'aquesta tècnica a Grècia i Roma, si bé molt poques mostres ens han arribat a l'actualitat. D'igual forma, l'art romà d'Orient va desenvolupar aquest tipus de pintura, si bé l'extensió de la iconoclàstia al segle ix va destruir la pràctica totalitat.
Al segle xii, la nova litúrgia fa que el mossèn se situï a la part frontal de l'altar, d'esquena als feligresos. D'aquesta forma la part de darrere de l'altar quedà més lliure per ubicar imatges religioses i retaules, la qual cosa provocà un nou desenvolupament d'aquesta tècnica.
Cap al segle xv, amb l'aparició de l'humanisme, hi ha un canvi d'actitud pel que fa a les funcions de l'art i comença una nova aplicació de la pintura sobre taula amb una orientació més laica i funcional, aplicant-se a cadires, capçals de llit i altres mobles. Més endavant es farà servir també en retrats.

## Tècnica
Per fixar sobre la taula la matèria pictòrica, se la sol sotmetre a un tractament per cobrir-la d'una capa de preparació basada en una variant de guix per donar una base lluminosa. La conservació de la fusta sol ser problemàtica, com que es produeixen corbaments, podridura, atac de paràsits com el corc, la qual cosa exigeix tècniques especials de restauració.
La disposició conjunta de diverses taules es denomina, segons el seu nombre díptic, tríptic o políptic, encara que aquests termes s'apliquen per extensió també a qualsevol altre suport pictòric. Una classe especial de políptic, en el que la decoració que emmarca a la pintura cobra especial rellevància és el retaule (on el suport de les pintures pot ser la tela, o els suports pictòrics plans substituir-se per relleus policromats, o fins i tot escultures exemptes).